# Баччо Альдобрандіні
Баччо Альдобрандіні (італ. Baccio Aldobrandini; *20 серпня 1613, Флоренція -†21 січня 1665, Рим) — італійський кардинал, куріальний сановник, представник знатної флорентійської родини Альдобрандіні, з якої походив і папа Климент VIII. Освіту здобував при домі свого дядька, кардинала Іпполіто Альдобрандіні молодшого. Пізніше був призначений особистим капеланом Його Святості, та зайняв одну з найважливіших придворних посад — головного квартирмейстра Апостольського палацу. Канонік Папської Ватиканської базиліки. Став кардиналом 19 лютого 1652 за протекцією Олімпії Альдобрандіні, дружини папського племінника Камілло Памфілі. Титул Сант Ан'єзе ін Аґоне отримав 12 березня того ж року. 5 жовтня 1654 переведений на титул Сант Ан'єзе фуорі ле Мура у зв'язку з ліквідацією попереднього. Був присутній на конклаві 1655 року, де було обрано Олександра VII. Перед конклавом став таємним пенсіонером Людовика XIV і відносився до профранцузької партії конклавістів, «членом» якої він залишався до смерті. 1 квітня 1658 переміщений на титул Санті Нерео е Ачілео.
Помер 21 січня 1665 та був похований у своїй титулярній церкві.